# Madeline Anderson
Pour les articles homonymes, voir Anderson.
Madeline Anderson, née Madeline Whedbee en 1927, est une cinéaste, documentariste, réalisatrice, monteuse et scénariste afro-américaine. Integration Report One de 1960 est le premier documentaire réalisé par une personne afro-américaine.

## Biographie

### Formation et jeunesse
Madeline Anderson grandit à Lancaster, en Pennsylvanie. Elle a deux sœurs et deux frères. Dans les années 1930, la famille Anderson vit dans les maisons Barney Google Row, un groupe de maisons délabrées de trois pièces situées dans une rue non pavée. Ce quartier doit son nom à la ressemblance entre le propriétaire et le personnage de bande dessinée de Barney Google. Dans les années 1950, les maisons sont  condamnées et démolies.
Le samedi, Madeline Anderson fréquente les salles de cinéma. Elle prend conscience que les films qu'elle voit ne reflètent pas la réalité qu'elle vit. Elle souhaite voir au cinéma des personnes afro-américaines avec lesquelles elle pourrait s'identifier. Elle veut devenir cinéaste. Sa famille et ses proches l'encouragent à être enseignante parce qu'il n'y a aucune femme de couleur, cinéaste à Hollywood.
En 1945, elle sort diplômée de l'école secondaire JP McCaskey et s'inscrit au Millersville State Teacher's College pour faire carrière dans l'enseignement. Madeline Anderson est la deuxième étudiante noire admise à Millersville et la seule étudiante noire au collège à l'époque. Elle est victime de racisme et de harcèlement de la part des jeunes hommes blancs. Son père intervient au collège afin de stopper les harcèlements. À la déception de ses parents, Madeline Anderson abandonne le collège au bout de la première année en raison du harcèlement et des intimidations dont elle est victime. Elle promet à ses parents de retourner étudier à condition que ce ne soit pas à Millersville.
Les deux années suivantes, Madeline Anderson travaille dans une usine pour économiser suffisamment d'argent pour déménager à New York. Elle reçoit une bourse à l'Université de New York (NYU), ce qui lui permet d'obtenir son bachelor en psychologie. Toujours passionnée de cinéma, elle décide de poursuivre une carrière dans le cinéma.

### Carrière cinématographique
Encore étudiante en psychologie, Madeline Anderson obtient un emploi de baby-sitter au pair pour Richard Leacock, cinéaste documentaire britannique pionnier du cinéma direct et du cinéma vérité. Vivant auprès de la famille Leacock, elle exprime le désir de devenir cinéaste et reçoit leur soutien. Elle fait partie des proches de Richard Leacock. Elle fait son apprentissage dans la production et la réalisation de films en travaillant avec lui.
En 1958, Richard Leacock lui propose un poste de directrice de production dans sa société, Andover Productions. Son rôle est de tout superviser, de la production à l'édition. Madeline Anderson travaille sur deux séries de films : une série de films scientifiques pour le Massachusetts Institute of Technology, et une série de documentaires pour NBC intitulée Bernstein in Europe, qui raconte les voyages du chef d'orchestre et compositeur Leonard Bernstein.
Elle réalise son premier film Integration Report One, en 1959. Le film est produit par Andover Productions. Le montage lui donne la possibilité de s’exprimer. Après cette première expérience, elle se sent attirée par le cinéma indépendant. Elle prend des cours au Musée d'art moderne dans le but d'apprendre tous les aspects de la réalisation. Elle suit des cours sur l'édition, l'éclairage, l'enregistrement sonore et le travail de la caméra.
En 1959, elle quitte Andover Productions pour poursuivre sa propre carrière. Elle travaille comme script et rédactrice adjointe, en 1962, sur The Cool World de Shirley Clarke. Le film est un semi-documentaire sur les horreurs de la vie des gangs à Harlem.
Ensuite, Madeline Anderson travaille comme rédactrice indépendante tout en essayant de se lancer dans l'industrie cinématographique. Pour y entrer, elle doit faire partie d'un syndicat, mais pour en devenir membre, elle doit avoir un emploi. C’est encore plus difficile pour elle, car la plupart des syndicats sont dominés par des hommes blancs et par des liens de parenté père-fils. Madeline Anderson décide de travailler en étant non-syndiquée. Non protégée par un syndicat, elle est victime d'exploitation et de racisme. Elle rejoint finalement le syndicat des rédacteurs en chef de New York, la section locale 771, après avoir menacé de poursuivre le syndicat.
Grâce à son appartenance à un syndicat, elle obtient un emploi de rédactrice en chef chez WNET. Elle est rédactrice en chef pour le Black Journal. Elle produit et réalise A Tribute to Malcolm X. Elle quitte WNET afin de produire, diriger et monter son premier film I Am Somebody en 1970.
Madeline Anderson crée sa propre société de production en 1975, appelée Onyx Productions. Elle réalise des films 16 mm pour le New Jersey Board of Higher Education ainsi qu'un film pour la Fondation Ford intitulé The Walls Came Tumbling Down traitant d'un projet de logements sociaux à Saint-Louis, Missouri. Le fait d'avoir sa propre société de production lui permet d'être plus indépendante, d'avoir plus de contrôle sur la production et d’établir ainsi sa réputation de cinéaste.

### Integration Report One
Integration Report One est un film d'enquête qui relate la lutte pour les droits civiques de la fin des années 1950. Le film met en scène de nombreuses personnes qui deviendront plus tard des figures influentes du mouvement des droits civiques, comme Martin Luther King, Bayard Rustin, Andrew Young et bien d'autres. Madeline Anderson vit les luttes raciales et se sent en responsabilité de documenter les événements afin d'informer la population et de l’encourager à agir. Elle a ensuite approché Richard Leacock avec l'idée du film, et il l'a encouragée à le faire.
Il a été difficile de trouver un financement pour le film : elle y parvient en utilisant une partie de son salaire d'Andover Productions, et en faisant appel aux dons. Donn Alan Pennebaker construit un engin qui lui permet de faire des plans de suivi. Maya Angelou chante We Shall Overcome, gospel qui devient l'hymne du mouvement des droits civiques, pour le film.
Sous la supervision d'Andover Productions, Madeline Anderson commence le tournage en 1959. La première chose qui a été tournée a été une manifestation d'enseignements à Ocean-Hill Brownsville, à Brooklyn. Elle continue en descendant plus au sud. Après avoir terminé le film en 1960, Madeline Anderson a des difficultés pour trouver un distributeur. Elle diffuse elle-même le film dans les églises et les collèges. L'université Columbia se propose de distribuer le film.
À l'origine, le film était censé être un modèle pour le mouvement des droits civiques avec deux autres documentaires, appelés Integration Report Two et Integration Report Three. Faute de financement, les deux autres documentaires ne seront pas réalisés.
En 2015, le National Museum of African American History and Culture de Washington DC consacre Integration Report One comme le premier film documentaire réalisé par une femme afro-américaine.

### I Am Somebody
I Am Somebody concerne les 400 travailleuses noires du Medical College Hospital de l'Université de Caroline du Sud qui font grève à Charleston. Le film documente leur lutte pour atteindre l'égalité des salaires, la justice et la dignité. Il est composé de séquences d'archives de cinémathèques, de séquences d'actualités et de séquences tournées par Madeline Anderson et son équipe sur place pendant la grève.
Elle veut réaliser le film dès le début du conflit. Cependant, elle n'obtient pas les financements espérés. Moe Foner, le directeur exécutif du syndicat en grève, propose à Madeline Anderson d'enregistrer lui-même les événements. Madeline Anderson réussit finalement à obtenir un financement car le conflit prend de l'ampleur et devient un événement international.

### Télévision
De 1963 à 1968, Madeline Anderson travaille pour NET (National Education Television) à New York en tant que productrice associée, écrivaine et monteuse avant que la station ne devienne WNET. En 1965, elle devient monteuse, scénariste et productrice-réalisatrice pour la série Black Journal, qui parle des problèmes raciaux et des débats qui se déroulent en Amérique à cette époque. La première année, Madeline Anderson est la seule femme noire dans l'équipe de réalisation. En 1969, le producteur exécutif blanc Al Perlmutter accepte de démissionner. William Greaves le remplace. Un an plus tard, la série gagne un Emmy.
En 1970, après avoir terminé I Am Somebody, elle retourne à la télévision mais cette fois c'était pour Sesame Worshop, une série pour enfants. Madeline Anderson travaille au CTW de 1970 à 1975. Elle est productrice et réalisatrice pour Sesame Street et The Electric Company. Elle se souvient d'un incident où elle réalisé un film qui enseignait et illustrait le mot « moi ». Elle décide de suivre un enfant de la communauté chinoise dans le but d'illustrer le « moi ». Certaines personnes se sont opposées à cette proposition parce qu'elles pensaient que les enfants ne sauraient pas s'identifier à l'enfant à l'écran en raison de son appartenance ethnique.
Elle enseigne et donne des conférences à l'Université Howard.
En 1978, Madeline Anderson devient productrice exécutive de The Infinity Factory sur PBS. L'émission cible les enfants de huit à douze ans, en mettant l'accent sur les jeunes du centre-ville dans le but de leur enseigner les mathématiques et la résolution de problèmes.
Avec The Infinity Factory, Madeline Anderson est la première productrice afro-américaine d'une série diffusée à l'échelle nationale. En 1987, elle travaille comme productrice principale sur une série d'alphabétisation arabe appelée Al Manahil. La série a est produite par CTW International et est tournée à Amman, en Jordanie.

## Point de vue sur le cinéma

### Pratique documentaire
Madeline Anderson cherche à s'identifier à ses sujets afin de représenter éthiquement et moralement leur combat. Michael T. Martin identifie trois éléments essentiels à la pratique documentaire de Madeline Anderson: 
1. Le film doit avoir un but social; il doit être accessible dans le but d'évoquer le changement social
2. Il doit donner la priorité aux voix de ceux qui sont marginalisés et réduits au silence
3. Il doit chercher à dissiper le mythe selon lequel les Afro-Américains sont incapables de résoudre leurs propres affaires[6].

Ces principes sont similaires à ceux adoptés par le mouvement du Troisième Cinéma qui remet en question la responsabilité morale et éthique du cinéma populaire et du cinéma artistique.
Lors de la réalisation d'un film, Madeline Anderson cherche à créer quelque d’utile : « Je pense que les médias doivent être utilitaires. J'ai été beaucoup critiquée pour ce point de vue et j'accepte la critique. Je ne suis pas intéressée par le divertissement. Je voulais que mes films servent à améliorer le sort de notre peuple. Beaucoup de gens ont rejeté mes films comme films à message ».  Pour elle, le documentaire est un film qui se préoccupe de dire la vérité. La vérité consiste à capturer des événements réels au fur et à mesure qu'ils se déroulent. Cela signifie que les reconstitutions de toutes sortes ne font pas d'un film un documentaire, parce que la séquence n'est pas réelle même si elle est basée sur des événements réels. Elle a également vu peu d'intérêt à ajouter des images qui pourraient être divertissantes parce que ce n'était pas son but.

### Statue de l'artiste face à l'histoire
Madeline Anderson pense que l'histoire contribue à l'évolution de l'artiste. Elle explique que l'artiste peut faire partie de l'histoire contemporaine au fur et à mesure qu'elle se déroule tout en apprenant d'elle. L'histoire et l'art travaillent ensemble pour éduquer l'artiste. Grâce à ce processus, l'art peut être utile. En documentant et en apprenant de l'histoire, son art ainsi que sa pratique évoluent.
Cette perspective est probablement née du fait qu'en tant qu'artiste, elle n'a pas une totale liberté de création, car la majorité de ses films sont financés par des organisations. I am somebody devait être utilisé comme un exemple d'organisation pour le syndicat. Elle devait être très précise sur le but de la grève, les personnes impliquées et comment elle a finalement été rémunérée. Il y a eu un incident où sa perspective de cinéaste était en conflit avec sa perspective d'éducatrice. Elle explique qu'il y avait deux personnes menant la grève : l'une provenait de l'hôpital universitaire, et l'autre de l'hôpital du comté. Elle ne voulait pas inclure l'hôpital du comté parce que, du point de vue du cinéaste, c'était déroutant. En raison de son obligation envers le syndicat, elle a dû incorporer cette partie.

### Hollywood
Madeline Anderson critique le cinéma hollywoodien parce que, pendant longtemps, les films dépeignant l'expérience afro-américaine n'ont pas été réalisés par des afro-américains. À ce titre, les films interprètent souvent leur expérience en recourant à des représentations mythiques et stéréotypées. Cela les a involontairement privés de leur capacité à exprimer leurs propres expériences.
Cela a changé lors de la blaxploitation dans les années 1970. Madeline Anderson critique le système oppresseur, elle y voit néanmoins une opportunité pour les cinéastes noirs de s'établir à Hollywood. Elle estime également que cette période est une étape nécessaire vers une industrie plus inclusive. Désormais, les cinéastes afro-américains ont la possibilité de s'exprimer librement sans se soumettre aux systèmes oppresseurs. Le faire maintenant, selon Anderson, serait un pas en arrière,.
En tant que cinéaste, Madeline Anderson n'a jamais été intéressée par une carrière à Hollywood, car cela ne correspondait pas à ses objectifs et aspirations humanitaires. Pour elle, Hollywood est l'endroit où les gens vont pour gagner de l'argent et établir leur notoriété. Elle a même refusé une proposition d'Universal parce qu'elle n'était tout simplement pas intéressée à réaliser le film.

## Filmographie
- 1960 : Integration Report One, productrice, réalisatrice, monteuse
- 1964 : The Cool World, assistante réalisatrice, assistante monteuse
- 1967 : Malcolm X: nationaliste ou humaniste ? , productrice et réalisatrice
- 1970 : I am sombody, productrice, réalisatrice, monteuse, scénariste
- 1975: The Walls Came Tumbling Down, productrice, réalisatrice, monteuse
- 1978 : The Infinity Factory (série éducative ) : productrice exécutive
- 1987 : Al Manahil (série), productrice, scénariste principale

## Distinctions
- En 1976, prix de la femme de l'année au Sojourner Truth Festival of the Arts.
- En 1985, prix pour ses  contributions au cinéma et à la télévision, Association of Independent Film and Video Makers.
- En 1991, intronisation à la Gallery of Great Black Filmmakers par la Miller Brewing Company.
- En 1993, elle entre au Black Filmmakers Hall of Fame (en), aux côtés de l'actrice Rosalind Cash[2]
- En 2000, elle reçoit un prix pour les femmes pionnières du cinéma, pour ses contributions exceptionnelles au cinéma et à la télévision
- En 2015, Integration Report One entre au Musée national de l'histoire et de la culture afro-américaines. Elle y est inscrite  comme la première femme afro-américaine née aux États-Unis à diriger un film documentaire en 16 mm.
- En 2019, I Am Somebody est sélectionné par la Bibliothèque du Congrès pour faire partie du National Film Registry en raison de son importance culturelle, historique ou esthétique.